# Anancus
Anancus — вимерлий рід слоновидих хоботних, жителів Афро-Євразії, які жили з тортонського періоду пізнього міоцену до вимирання роду під час раннього плейстоцену, приблизно 8.5–2 мільйони років тому.

## Таксономія

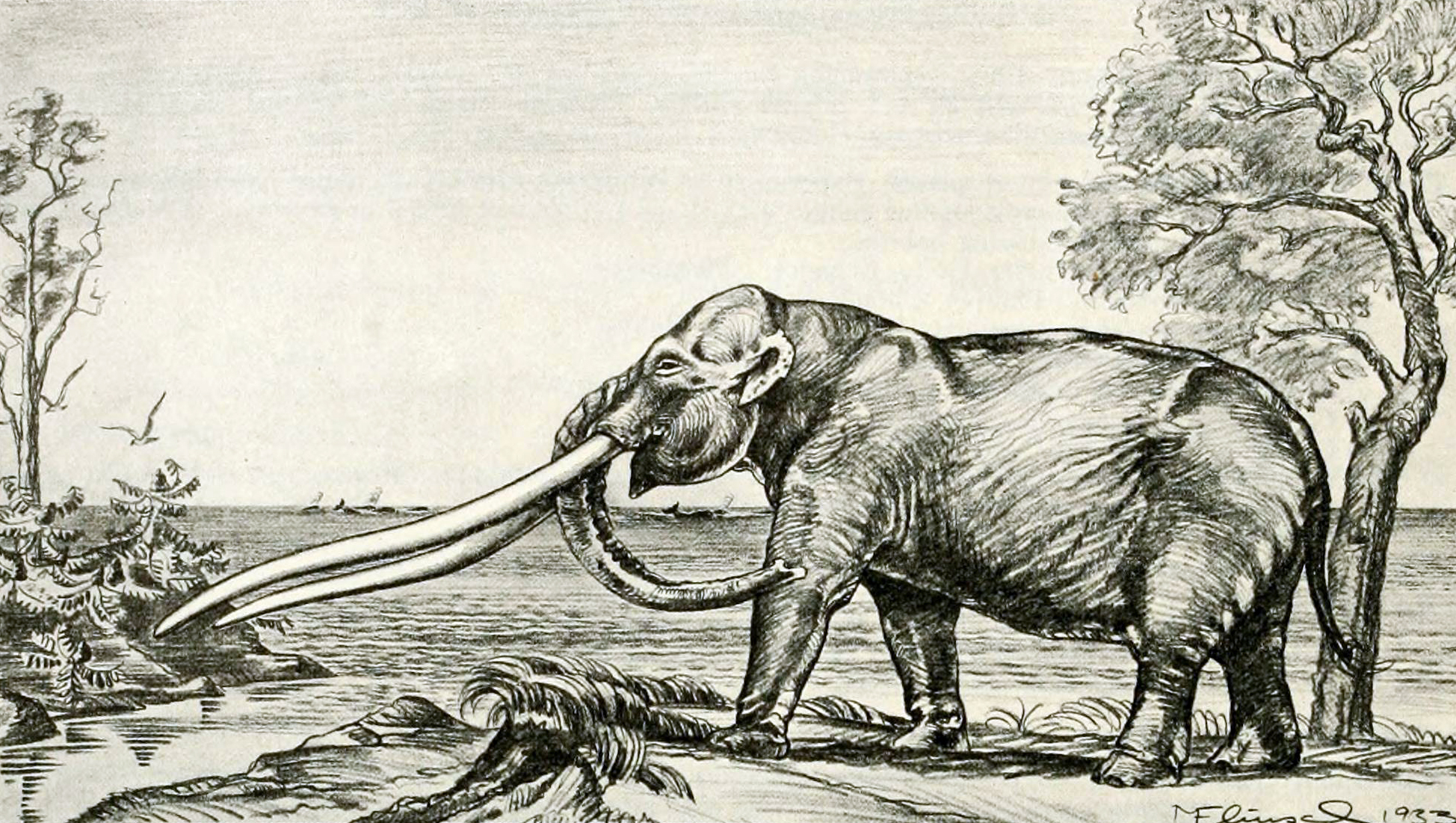
Реставрація

Рід Anancus був названий Огюстом Еймаром у 1855 році. Традиційно його відносили до Gomphotheriidae, але пізніше МакКенна та Белл (1997), Ламберт та Шошані (1998), Калб та Фроліх (1995) та Шошані та Тассі (2005) віднесли до родини Elephantidae. Hautier та ін. (2009) віднесли рід до підродини Anancinae в Gomphotheriidae. Нещодавно Anancus разом з іншими тетралофодонтовими гомфотерами були вилучені з Gomphotheridae і тепер вважаються членами Elephantoidea.

## Опис
Ананкус був ≈ 3 метрів заввишки, вагою до 5 тонн і дуже нагадував сучасного слона. Крім своїх дещо коротших ніг, Anancus також відрізнявся від сучасних слонів тим, що його бивні були значно довшими, до 4 метрів у довжину. Ймовірно, бивні були оборонною зброєю, на відміну від сучасних слонів. Корінні зуби не складалися з пластинок, як у справжніх слонів, а мали горбки, як корінні зуби тапіра та свині. Ананкус, здається, жив у лісах, харчувався деревами та кущами та викопував бульби та коріння в лісовій підстилці, і вимер, коли ці ліси поступилися місцем лукам. Стабільні ізотопи вуглецю із зубної емалі ефіопського ананкуса 3–4 мільйони років тому припускають, що він пасся на рослинах із С4-фотосинтезом.

## Еволюційна історія
Найдавнішим відомим видом Anancus є A. perimensis, скам'янілості якого відомі з тортонського періоду ≈ 8.5 мільйонів років тому Сівалік-Хіллз у Пакистані. Anancus потрапив до Європи приблизно 7.2 мільйона років тому і близько 7 мільйонів років тому розсіявся в Африці. Ананкус вперше з'явився в Китаї ≈ 6 мільйонів років тому (A. sinensis). Ананкус зник з Азії та Африки приблизно в кінці пліоцену, приблизно 2.6 мільйона років тому. Європейський A. arvernensis був останнім видом, який вижив, і вимер під час раннього плейстоцену, приблизно 2 мільйони років тому.

## Дієта
Аналіз стоматологічного мікрозношення Anancus arvernensis загалом свідчить про те, що він був рослиноїдом, який харчувався гілочками, корою, насінням і плодами.